# FAIRY TALE
『FAIRY TALE』（フェアリー・テイル）は、倉木麻衣の3作目のオリジナルアルバム。2002年10月23日にGIZA Studioから発売された。

## 概要・制作
″おとぎ話″ をテーマに、倉木の「夢を捨てるのが大人ならば、なりたくはない」という想いを綴ったコンセプト・アルバムである。
倉木は子供の頃から「歌手になりたい」という気持ちを強く持っていたといい、「小さい頃に描いていた夢に向かって行くとどこかで躓いたり、あきらめたりすることもあるけど、幼い頃に抱いた純粋な想いを持ったまま大人になりたいという気持をアルバムタイトルの『FAIRY TALE』に込めたんです」と話している。
本作ではまずアルバムタイトルを先に決め、それから収録する曲を選んで行くという形で制作が進められた。倉木はライブを行うようになってから、まずアルバムを作って早くファンの人たちに届けたいと思う気持ちが強くなり、音楽に対する思いが徐々に変化していったという。リリース直後に20歳を迎えた倉木は、大人になるということはもっと自分自身に責任を持って行動することだと思うとし、「何も考えずに20歳を迎えるのとしっかりと目的を持って迎えるのとでは意味合いが違ってくるので、そういう意識の違いをアルバムの中で表現出来ればと思っていて、その思いを現在・過去・未来という時間の流れで綴ってみたいと思った」と話している。作詞に関しては、昔好きでよく読んでいた絵本を思い出し、それを基におとぎ話風の歌詞にしたらどんな感じになるのかなと思って書いていったという。
このアルバムが台湾のCDチャート1位を獲得したことを切っ掛けに、孫燕姿と次回作『If I Believe』で競演することとなった。
本作は1stアルバム、2ndアルバムに続き100万枚以上の出荷を記録し、第17回日本ゴールドディスク大賞のロック&ポップ・アルバム・オブ・ザ・イヤー（邦楽部門）でアルバム賞を受賞している。

## 収録曲
| 全作詞: 倉木麻衣。 |                                         |           |                   |                      |      |
| #                  | タイトル                                | 作詞      | 作曲              | 編曲                 | 時間 |
| 1.                 | 「Fairy tale 〜my last teenage wish〜」 | 倉木麻衣  | 徳永暁人          | 徳永暁人             | 4:18 |
| 2.                 | 「Feel fine!」                          | 倉木麻衣  | 徳永暁人          | 徳永暁人             | 4:48 |
| 3.                 | 「Ride on time」                        | 倉木麻衣  | 徳永暁人          | 徳永暁人             | 5:00 |
| 4.                 | 「key to my heart」                     | 倉木麻衣  | 大野愛果          | Cybersound           | 3:32 |
| 5.                 | 「Winter Bells」                        | 倉木麻衣  | 徳永暁人          | 徳永暁人             | 4:37 |
| 6.                 | 「Loving You…」                         | 倉木麻衣  | 大野愛果          | Cybersound           | 5:17 |
| 7.                 | 「Can't forget your love」              | 倉木麻衣  | 大野愛果          | Cybersound・徳永暁人 | 5:29 |
| 8.                 | 「Trip in the dream」                   | 倉木麻衣  | 徳永暁人          | 徳永暁人             | 4:18 |
| 9.                 | 「Not that kind a girl」                | 倉木麻衣  | YOKO Black. Stone | YOKO Black. Stone    | 4:27 |
| 10.                | 「Like a star in the night」            | 倉木麻衣  | 大野愛果          | 徳永暁人             | 5:38 |
| 11.                | 「不思議の国」                          | 倉木麻衣  | 大野愛果          | 池田大介             | 5:26 |
| 12.                | 「fantasy」                             | 倉木麻衣  | 大野愛果          | 徳永暁人             | 3:48 |
| 合計時間:          | 合計時間:                               | 合計時間: | 合計時間:         | 56:38                |      |

### 楽曲解説
1. 「Fairy tale 〜my last teenage wish〜」
アルバム表題曲。歌詞には ″カボチャの馬車″ ″毒リンゴ″ など、おとぎ話にちなんだ言葉が多数登場する。アルバムツアー以後披露されることが少なかったが、10月に開催されるハロウィンライブでは披露される事が多いアルバム曲である。
2. 「Feel fine!」
12thシングル表題曲。本人も出演したシーブリーズのCMソング。
3. 「Ride on time」
2002年度「全日本大学女子駅伝」（ABC制作・テレビ朝日系列）テーマソング。ビデオクリップが制作され、当時のバックバンドのEXPERIENCEと共にhillsパン工場の地下2階ステージを使用しライブ形式で制作されている。
4. 「key to my heart」
ナムコ 『テイルズ オブ デスティニー2』テーマソング。
ゲームソフト『テイルズ オブ』シリーズのテーマ曲コンピレーションアルバム『The Best of Tales』にも収録されている。
ビデオクリップも制作され、「Ride on Time」同様当時のバックバンドEXPERIENCEと共に、こちらは観客を入れたライブ形式で撮影された。
5. 「Winter Bells」
11thシングル表題曲。読売テレビアニメ『名探偵コナン』オープニングテーマ。
6. 「Loving You…」
当時、未発表曲として公開された「″Loving You…″ Tour 2002」のツアータイトル曲。ビデオクリップも制作され、サビの部分をレコーディングスタジオで歌う様子が収録されている。
7. 「Can't forget your love」
10thシングル「Can't forget your love／PERFECT CRIME -Single Edit-」の1曲目。テレビ朝日系ドラマ「生きるための情熱としての殺人」挿入歌。
8. 「Trip in the dream」
ビデオクリップが制作されており、夜のビルの屋上でサビを歌う姿が収録されている。
9. 「Not that kind a girl」
童話 ″シンデレラ″ をモチーフにしており、ちょっと背伸びした自分とまだ子供でいたい自分の両方の心境を綴った曲。
10. 「Like a star in the night」
13thシングル表題曲。テレビ朝日系ドラマ「ダーク・エンジェル」テーマソング。
11. 「不思議の国」
「不思議の国のアリス」の白ウサギが歌詞に登場する。曲よりも詞の方が先に出来上がった詞先の作品。
12. 「fantasy」
この曲も詞の方が先に出来上がった作品。アコースティックな音色を生かしたいと制作された曲。

## 参加ミュージシャン
- 倉木麻衣：ボーカル、コーラス (全曲)
- 徳永暁人：コーラス（#1,2,3,5,8）
- 宇徳敬子：コーラス（#1,8,10,11）
- 大野愛果：コーラス（#4,10,11,12）
- Michael Africk：コーラス（#4,6,7）
- ふるかわ魔法：コーラス（#5,7）
- Jeffrey Qwest：ゲストボーカル（#8）
- YOKO B. Stone：コーラス（#9）
- TAMA MUSIC：ストリングス（#7,10）
- 池田大介：ストリングスアレンジ（#7,10）
- Amusement Parks (7th Beat)：コーラス (#2)
- David C. Brown：アディショナルボイス (#2)

## 参考資料
- 佐伯明：文『WHAT's IN? Mai-K 2015年1月号増刊』（ARCHIVE Vol.1｜INTERVIEW）エムオン・エンタテインメント、2014年11月17日。